# Hemigymnus melapterus
Espèce
Synonymes
- Cheilolabrus magnilabris Alleyne & Macleay, 1877
- Cheilolabrus magnilabris Alleyne & Macleay, 1877
- Halichoeres melapterus (Bloch, 1791)
- Halichoeres melapterus (Bloch, 1791)
- Hamigymnus melapterus (Bloch, 1791)
- Hamigymnus melapterus (Bloch, 1791)
- Hemigymnus melapturus (Bloch, 1791)
- Hemigymnus melapturus (Bloch, 1791)
- Labrichthys bicolor Day, 1871
- Labrichthys bicolor Day, 1871
- Labrus melampterus Bloch & Schneider, 1801
- Labrus melampterus Bloch & Schneider, 1801
- Labrus melanopterus Froster, 1795
- Labrus melanopterus Froster, 1795
- Labrus melapterus Bloch, 1791
- Labrus melapterus Bloch, 1791
- Sparus niger Lacepède, 1802
- Sparus niger Lacepède, 1802
- Tautoga dimidiatus Bleeker, 1849
- Tautoga dimidiatus Bleeker, 1849

Statut de conservation UICN

 LC  : Préoccupation mineure
Hemigymnus melapterus, communément nommé labre bicolore ou tamarin vert, est un poisson osseux de taille moyenne appartenant à la famille des Labridae natif du Bassin Indo-Pacifique.

## Description
Le labre bicolore est un poisson de taille moyenne qui peut atteindre une longueur maximale 50 cm pour les mâles,,.
Le corps est haut, relativement aplati, sa tête est large et sa bouche aux lèvres charnues est terminale. Sa livrée varie en fonction des phases de maturité.
Durant la phase juvénile, le labre à bandes noires a une couleur de fond jaune verdâtre avec des lignes verticales jaunâtres et une large bande oblique blanche juste en arrière de l'opercule. Puis en grandissant, la bande blanche oblique demeure. La partie postérieure à celle-ci est noire et la nageoire caudale est orange. La partie antérieure, quant à elle, est gris verdâtre.
Les femelles matures en phase initiale ont le corps vert en arrière de la ligne oblique avec les écailles cerclées de noir. En amont de la ligne oblique, la tête et le corps sont verdâtres sauf la partie ventrale qui est gris-bleu clair. Un entrelacs complexe de lignes roses bordées de bleu turquoise parcourt le dessus du museau et de la tête.
Quant aux mâle en phase terminale, leur partie postérieure à l'oblique est verte avec les écailles cerclées de noir comme chez la femelle mais avec une bande vert émeraude en arrière de chaque écaille. La face antérieure à la ligne oblique est gris-bleu clair sur la partie ventrale. Le pourtour de l’œil est bleu. Le dessus du museau et de la tête sont verts avec des motifs roses surlignés de bleu turquoise.

## Distribution et habitat
Le labre bicolore est présent dans les eaux tropicales et subtropicalesdu Bassin Indo-Pacifique soit des côtes orientales de l'Afrique, Mer Rouge incluse, jusqu'en Polynésie et de la Nouvelle-Calédonie au sud du Japon,,.
Le labre bicolore apprécie les zones coralliennes mixtes (éboulis/sabe/coraux) où il peut facilement puiser sa nourriture et trouver un abri et ce de la surface à 30 mètres de profondeur . Les juvéniles sont plus discrets et vivent à l'abri des coraux branchus.

## Biologie
Le labre bicolore est un prédateur solitaire qui se nourrit essentiellement de petits invertébrés comme des crustacés, des mollusques, des vers, des échinodermes qu'il capture sur le substrat ou dans le sable .
Comme la majorité des labres, le labre bicolore est hermaphrodite protogyne, à savoir que les individus commencent leur existence en tant que femelle et possèdent la capacité de devenir mâle plus tard.

## Statut de conservation
L'espèce ne fait face à aucune menace importante en dehors de la collecte pour le marché de l’aquariophilie, elle est toutefois classée en "préoccupation mineure" (LC) par l'UICN.